# Wang Zhengting
Wang Zhengting (ur. 1882, zm. 1961) – chiński polityk, w latach 1922–1923 premier rządu Republiki Chińskiej.

## Życiorys
Urodził się w 1882 roku.
Sprawował urząd premiera Republiki Chińskiej od 11 grudnia 1922, kiedy to zastąpił na stanowisku Wanga Daxie, przez niecały miesiąc do 4 stycznia 1923. Jego następcą został Zhang Shaozeng.
Wang Zhengting zmarł w 1961 roku.